# Brzezina (Pilczyca)
Brzezina – część wsi Pilczyca w Polsce, położona w województwie świętokrzyskim, w powiecie koneckim, w gminie Słupia Konecka.
W latach 1975–1998 Brzezina administracyjnie należała do województwa kieleckiego.